# KkStB 63
Die Dampflokomotivreihe kkStB 63 war eine Tenderlokomotivreihe der k.k. Staatsbahnen (kkStB), deren Lokomotiven ursprünglich von der k.k. priv. Kronprinz Rudolf-Bahn (KRB) stammten.

## Geschichte
Die KRB beschaffte 1874 zehn Exemplare dieser dreifach gekuppelten Tenderlokomotiven für den leichten Dienst. Sie wurden von der Schweizerischen Lokomotiv- und Maschinenfabrik geliefert. Die Lokomotiven hatten Innenrahmen und Außensteuerung.
Bei der KRB erhielten sie die Betriebsnummern 110–128 (nur gerade Nummern besetzt) sowie die Namen TERGLOU, MANGART, DRAU, BUCHSTEIN, RAIBL, LAUSSA, SPARAFELD, LUGAUER, JOHNSBACH und GESÄUSE.
Bei der kkStB wurden die KRB-Maschinen zunächst als 6301–6310, ab 1905 die verbliebenen Loks als 63.02, 04–07 bezeichnet.
Nach dem Ersten Weltkrieg kamen noch drei Exemplare zu den Österreichischen Bundesbahnen, die sie bis 1930 ausmusterten.